# Рехвиашвили, Вахтанг Григорьевич
Вахта́нг Григо́рьевич Рехвиашви́ли (10 сентября 1944, Лагодехский муниципалитет, Кахетия — 23 февраля 1986, Тбилиси) — советский футболист, защитник. Мастер спорта СССР (1964).
С 1963 года — в составе «Динамо» Тбилиси. В 1964 году провёл 20 матчей за дубль, стал победителем турнира. Сыграл 13 матчей в чемпионате, участник «золотого» победного матча против «Торпедо» (4:1). Всего за «Динамо» сыграл в чемпионате 132 матча, забил три гола. Завершил карьеру в 1972 году в «Торпедо» Кутаиси.
Скончался в 1986 году в возрасте 41 года.